# Trichomachimus conjugus
Trichomachimus conjugus är en tvåvingeart som beskrevs av Shi 1993. Trichomachimus conjugus ingår i släktet Trichomachimus och familjen rovflugor.
Artens utbredningsområde är Sichuan (Kina). Inga underarter finns listade i Catalogue of Life.